# (10672) Kostyukova
(10672) Kostyukova est un astéroïde de la ceinture principale.

## Description
(10672) Kostyukova est un astéroïde de la ceinture principale. Il fut découvert le 31 août 1978 à Naoutchnyï par Nikolaï Tchernykh. Il présente une orbite caractérisée par un demi-grand axe de 3,03 UA, une excentricité de 0,12 et une inclinaison de 15,0° par rapport à l'écliptique.

## Compléments